# (K)NoW NAME
(K)NoW_NAME은 도호 애니메이션 레코드 소속의 일본 음악 그룹이다. 2016년에 결성된 이 그룹은 주로 일본의 애니메이션 시리즈에 음악을 제공하고 있다.

## 역사
이 프로젝트는 모든 일본의 애니메이션에 대해 다양한 장르의 음악을 만들 수 있는 음악 그룹을 원했던 애니메이션 프로듀서 사이토 마사야가 구상했다. 당시 도호 애니메이션 레코드의 음악 프로듀서였던 미카미 마사타카와 협력하여 음악 제작사인 베리구(Verygoo) 소속의 뮤지션인 미야자키 마코토, R.O.N, 무츠키 슈헤이, Kohei by Simonsayz, 미즈노 겐키, eNu가 합류했다. 이들은 나중에 프로젝트의 보컬리스트를 찾기 위해 오디션을 열었다. 3명의 보컬리스트 타치바나 아야카, Nikiie, Aij가 선택되어 2016년 1월 (K)NoW_NAME 그룹을 결성했다. 그룹의 첫 작품은 오프닝 및 엔딩 테마를 포함하여 2016년 애니메이션 TV 시리즈 재와 환상의 그림갈의 사운드트랙이었다.
사이토는 원래 그룹 이름을 NO_NAME으로 지정하려고 했으나 이미 같은 이름을 가진 다른 그룹이 있었다. 여전히 자신이 갖고 있는 컨셉과 비슷한 것을 원했기 때문에 철자를 (K)NoW_NAME으로 변경했다. 여기서 "Know"는 "이름만 안다"를 의미하고 "Now"는 언제든지 작업할 수 있는 프로젝트를 의미한다. 원래 이름에서 "No"라는 단어에 "(K)"라는 표기를 추가하여 "(K)NoW_NAME"이 되어 숨겨진 이름이 3개 있음을 나타낸다. 사이토는 멤버들의 실제 초상화를 사용하는 대신 멤버들의 원본 일러스트레이션을 사용하여 그룹의 창의성을 전달하고 싶었다. 그룹의 일러스트레이션은 한국 아티스트 소빈이 담당한다.

## 작품
- 2016년: 재와 환상의 그림갈
- 2017년: 사쿠라 퀘스트
- 2018년: 퀴즈 RPG 마법사와 검은 고양이 위즈
- 2019년: 페어리 곤
- 2020년: 도로헤도로
- 2022년: SPY×FAMILY (애니메이션)